# فاليكورفيل
فاليكورفيل (بالفرنسية: Valliquerville)‏ هي بلدية فرنسية تابعة لإقليم  السين البحرية بمنطقة نورماندي بشمال فرنسا.. يقدر عدد سكانها بـ 1,297 نسمة ومساحتها 13.39 كم2 وترتفع عن سطح البحر 120 متر.